# Boysenbär

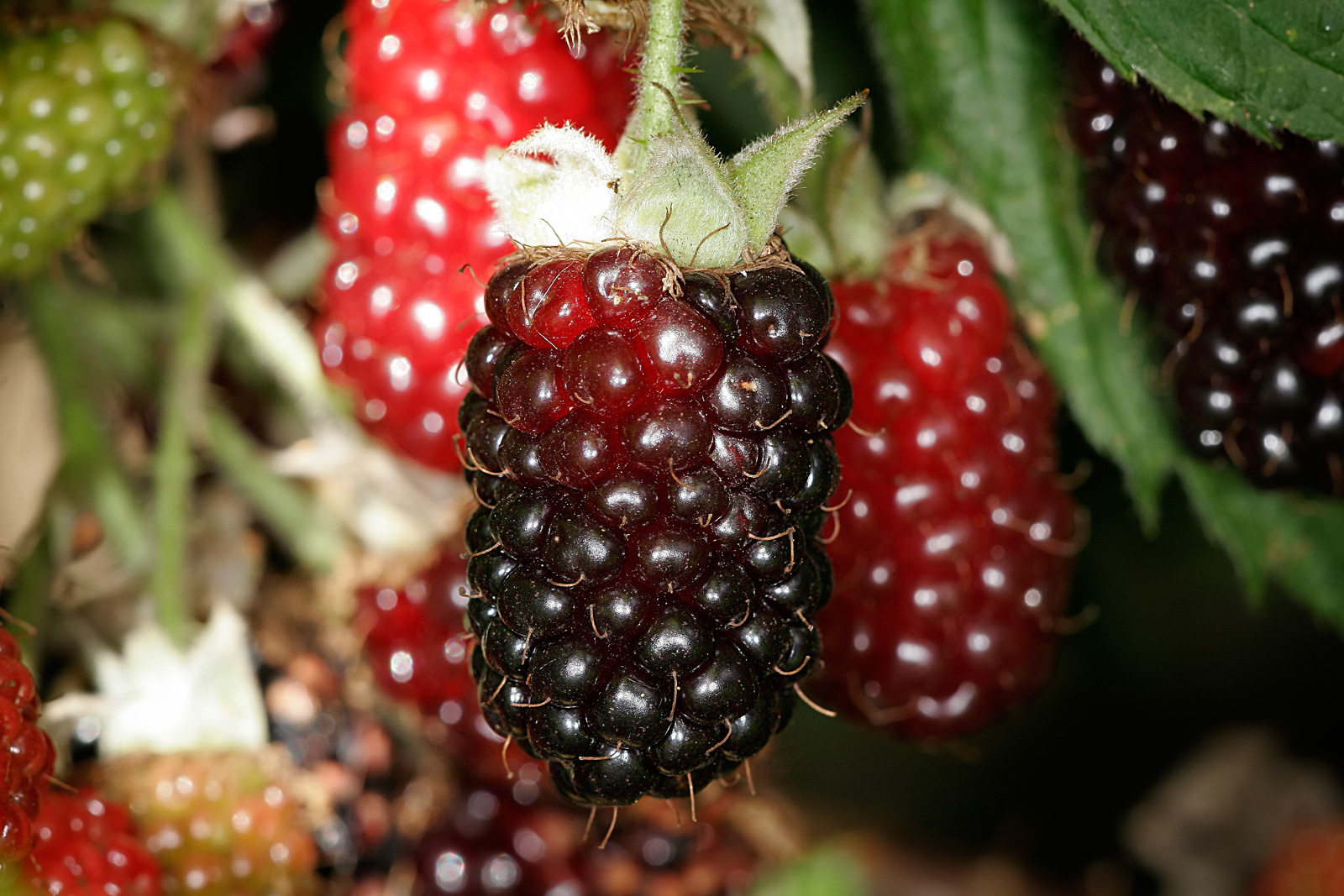
Boysenbär

Boysenbär är en hybrid mellan hallon, björnbär och loganbär som uppkom efter experiment i Kalifornien på 1920-talet. Bären påminner mest om björnbär, men är större och har fler delfrukter. De odlas kommersiellt och används bland annat till sylt. Boysenbär är uppkallade efter den amerikanske trädgårdsmästaren Rudolph Boysen (1895-1950).